# Aglaia sexipetala
Aglaia sexipetala là một loài thực vật thuộc họ Meliaceae. Loài này có ở Indonesia, Malaysia, Papua New Guinea, Singapore, Thái Lan, và có thể cả Philippines.